# Moškovskij rajon
Il Moškovskij rajon è un rajon (distretto) dell'oblast' di Novosibirsk, nella Russia siberiana sudoccidentale. Il capoluogo è la cittadina di Moškovo, mentre un altro centro di qualche rilevanza urbana è  Stancionno-Ojašinskij.